# フィリップ・ドネー
フィリップ・ドネーまたはドルネー（Philippe d’Aunay 約1290/93年～1314年4月19日ポントワーズにて没 ）は、 ノルマンディーの騎士 。 ゴーティエ・ドネーの弟。フランス王 ルイ10世の王妃マルグリット・ド・ブルゴーニュの愛人。ネールの塔事件にてマルグリットとの関係が公になり逮捕され、最期は残酷な皮剥ぎの刑に処され虐殺された。 

## 伝記
彼はポントワーズのグランマルトロ広場（グレーヴ広場 現パリ市庁舎とも）で兄と同時に拷問を受け、彼らは殴打され、生きたまま皮を剥がされてその場に広がる程の量の沸騰した硫黄を掛けられて断頭され、通りを引きずり回され、そして遺体が腐敗するまで絞首台に数週間吊るされた。  
彼らは体に苦痛すら感じることができなくなっていただろう
そう年代記には記述されている。
以下現代の年代記より  :贖罪のために不名誉な死と苦しみを彼らに与えるべく迎え、彼らは広場にいたすべての民衆の前に姿を晒され、男性器を切り落とされて犬の餌とされ、頭を切り落され、皮を剥がれ、肩と腕から吊るされた。

## 家族
フィリップ・ドネーは小貴族ムシー＝ル＝ヌフ 、グラン＝ムーラン卿であり、父ゴーティエ・ドネー5世の次男である （1318年か1325年以降に死去） 兄弟に兄ゴーティエの他、兄ゴーティエと同名のサヴィニー・レ・ボーヌ卿となった弟がおり、弟ゴーティエはルノーとペルスヴァルという息子を残している。 
フィリップはモンモランシー卿マチュー3世の孫娘、アニェス・ド・モンモランシーと結婚し二男二女設けている。 
1. フィリップ2世・ガロワ（1392年以前迄 - モー 総督。フランス国王シャルル5世とシャルル6世にグラン=ムーランとヴィルロンの領主として仕え 、モンモランシー卿シャルル1世、ポワティエ伯ジャンに臣下として仕えた。妻との間に子女のジャンヌ、マルグリット、ロベール（約1365年～1414年）、ピエール：後のモー総督、以上の嫡子の他2人の庶子、ジャンヌとジャンをもうけている。
2. ピエール（1386年迄）　騎士であり評議員、ポワティエ伯ジャンに仕える。
3. ジャン - ヴェルメイユとジャン・ド・バールに仕えた騎士
4. マルグリット - 夭折
5. ジャンヌ - 騎士ジャン・ダシーと結婚して1345年に死別、同年コンフラン卿ピエール・ウスタシュと再婚し1350年以前に死別、同1350年に騎士ギヨーム・ド・クズランと3度目の結婚をして死別している

一時ナバラ女王フアナ2世の実父がフィリップ・ドネーでないか疑われ、カルロス2世、 アンリ4世の祖先である疑惑があった。 

## 登場するフィクション作品
- アベル・ガンス監督 映画『悪の塔』（1955年）ージャック・トーヤ
- クロード・バルマ監督 テレビドラマ『呪われた王』（1972年版）ーパトリック・ランスロット
- ジョゼ・ダヤン監督 テレビドラマ『呪われた王』 （2005年版）ーシルヴィオ・オッターニュ